# Улица Гладкова
Улица Гладко́ва — улица в Кировском районе Санкт-Петербурга. Проходит от проспекта Стачек до Баррикадной улицы.

## История
Первоначальное название Григоровская улица (от проспекта Стачек до Турбинной улицы) известно с 1912 года, происходит от фамилии владельца доходных домов Григорова. В 1914 году продлена до улицы Калинина.
Переименована в улицу Гладкова 23 июля 1939 года в честь А. И. Гладкова, матроса, одного из организаторов восстания на крейсере «Очаков» в 1905 году, в ряду улиц, названных в ознаменование Дня Военно-Морского Флота. Участок от Баррикадной улицы до улицы Калинина упразднён в 1969 году.

## Достопримечательности
- лицей № 384 (дом 2)
- детская музыкальная школа № 9 (дом 3)
- детская поликлиника (дом 4)